# Tempering

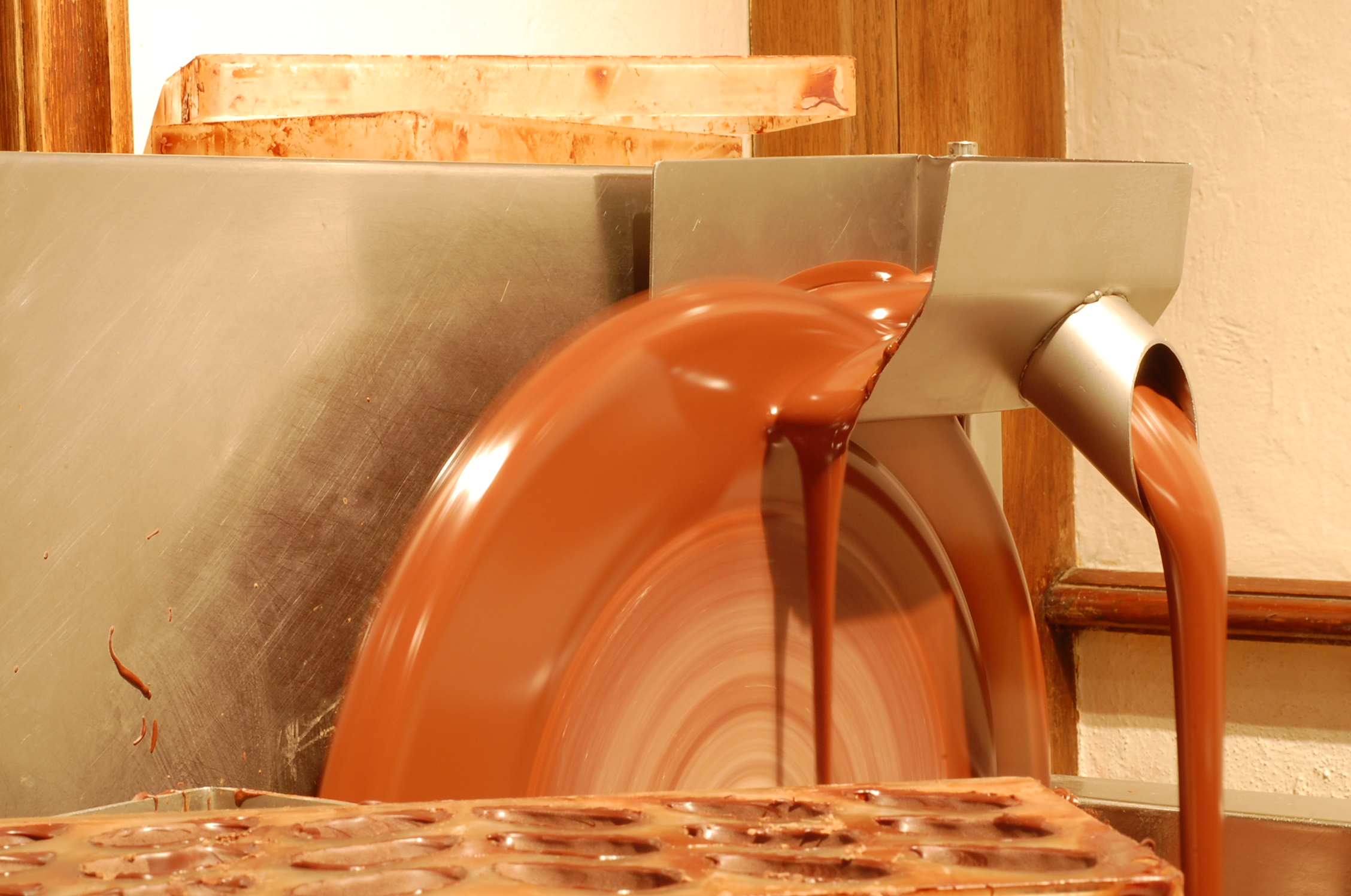
Tempering czekolady.

Tempering – element procesu produkcji czekolady polegający na kontrolowanej krystalizacji masła kakaowego w celu zapewnienia tabliczce czekolady połysku, gładkiej powierzchni i równomiernej łamliwości.
Tłuszcz kakaowy może tworzyć sześć rodzajów kryształów o różnych właściwościach:
| Stopień | Temperatura topnienia | Właściwości                                                                                             |
| ------- | --------------------- | --- |
| I       | 17 °C                 | miękkie, kruche, zbyt łatwo się topią                                                                   |
| II      | 21 °C                 | miękkie, kruche, zbyt łatwo się topią                                                                   |
| III     | 26 °C                 | twarde, źle się łamią, zbyt łatwo się topią                                                             |
| IV      | 28 °C                 | twarde, dobrze się łamią, zbyt łatwo się topią                                                          |
| V       | 34 °C                 | błyszczące, twarde, świetnie się łamią, topią się w temperaturze zbliżonej do temperatury ciała (37 °C) |
| VI      | 36 °C                 | twarde, potrzeba tygodni, aby się utworzyły                                                             |

Jeśli masło kakaowe stygnie bez kontroli, powstają kryształy różnej wielkości i zrobione z niego tabliczki czekolady są matowe, wyglądają jakby pokryte były pleśnią, kruszą się zamiast łamać.
Aby czekolada wyglądała apetycznie należy prowadzić proces jej produkcji w taki sposób, aby składała się z jak największej liczby kryształów V stopnia. W tym celu masę czekoladową podgrzewa się do 45 °C, by roztopić wszelkie naturalne formy kryształów. Następnie schładza się ją do około 27 °C, gdyż w takiej temperaturze najlepiej tworzą się kryształy IV i V. Później miesza się masę, aby wytworzyć jak najwięcej zalążków krystalizacji i podgrzewa do 29-31 °C (zależnie od rodzaju mas- deserowej, mlecznej, białej) by usunąć niestabilne kryształy. Pozostaje jedynie najwyższa ilość kryształów V stopnia, dająca czekoladzie wymagany i oczekiwany połysk.
Najwygodniej jest jednorazowo temperingowi poddać około 1/2 kg czekolady, jednak doświadczeni cukiernicy temperują nawet 5 kg czekolady naraz.
W przemyśle czekoladę temperuje się przy użyciu różnego rodzaju temperówek, urządzeń chłodzących, podgrzewających i jednocześnie mieszających masy w odpowiednich temperaturach i odpowiednim czasie. Ich wydajność zależna jest od urządzenia, największe pracują z wydajnością większą niż 10 ton czekolady na zmianę. Mogą również pracować w systemie ciągłym (podając czekoladę na linię formowania lub oblewania i pobierając „świeżą” czekoladę ze zbiornika) lub okresowym – po wykorzystaniu zatemperowanej czekolady pobierana jest konkretna ilość roztopionej do ok. 45 stopni czekolady ze zbiornika i temperowana następna partia, która może być zużywana w odpowiednich warunkach nawet przez kilka godzin.